# Manique do Intendente
Manique do Intendente era una freguesia portuguesa del municipio de Azambuja, distrito de Lisboa.

## Historia
Fue suprimida el 28 de enero de 2013, en aplicación de una resolución de la Asamblea de la República portuguesa promulgada el 16 de enero de 2013 al unirse con las freguesias de Maçussa y Vila Nova de São Pedro, formando la nueva freguesia de Manique do Intendente, Vila Nova de São Pedro e Maçussa.